# Otavamedia
Otavamedia Oy (Yhtyneet Kuvalehdet Oy jusqu'au 1er mai 2010) est une société d'édition de magazines finlandaise créée en 1934.

## Histoire
Les éditeurs Otava et WSOY fondèrent la société Otavamedia Oy afin de distribuer leurs magazines.
Otavamedia fait partie du groupe Otava né en 1998 à la suite du rachat par Otava des actions de WSOY dans Yhtyneet Kuvalehdet Oy, Suuri Suomalainen Kirjakerho Oy et Acta Print Oy.

## Magazines édités par Otavamedia
Otavamedia édite 38 magazines, dont les plus connus sont Seura, Anna, Suomen Kuvalehti, Kotiliesi, Hymy, Suosikki et Tekniikan Maailma. La société Kynämies du groupe Otavamedia édite plus de 30 publications comme Helen, Moottori, Postia Sinulle et Terveydeksi!.
| Magazine              | Type            | fondé | éditeur en chef | Diffusion 2010 | Diffusion 2016 | Diffusion 2018 |
| --------------------- | --------------- | ----- | --------------- | -------------- | -------------- | -------------- |
| Alibi                 | Policier        | 1979  | Mika Lahtonen   | 168 000        | 60 000         | 52 000         |
| Anna                  | Presse féminine | 1963  | Emma Koivula    | 367 000        | 261 000        | 233 000        |
| Deko                  | logement        | 2004  | Saija Hakoniemi | 137 000        | 115 000        | 107 000        |
| Erä                   | harrastelehti   | 1977  | Reijo Ruokanen  | 291 000        | 201 000        | 161 000        |
| Golflehti             | passe-temps     |       | Jere Jaakkola   | 112 000        | 96 000         | 101 000        |
| Hymy                  | sensation       | 1959  | Mika Lahtonen   | 336 000        | 149 000        | 126 000        |
| Kaksplus              | familiale       |       | Emma Koivula    | 128 000        | 65 000         | 49 000         |
| Kanava                | société         | 1973  | Ville Pernaa    |                |                |                |
| Kippari               | passe temps     |       | Reijo Ruokanen  | 84 000         | 66 000         | 53 000         |
| Kotiliesi             | Presse féminine | 1922  | Saija Hakoniemi | 444 000        | 250 000        | 199 000        |
| Kotiliesi Käsityö     | Presse féminine |       | Saija Hakoniemi |                | 196 000        | 195 000        |
| Kotilääkäri           | santé           | 1889  | Erkki Meriluoto | 153 000        | 122 000        | 100 000        |
| Koululainen           | jeunesse        | 1944  | Emma Koivula    |                |                |                |
| Maalla                | logement        |       | Saija Hakoniemi |                | 126 000        | 103 000        |
| Metsästys ja Kalastus | passe temps     | 1911  | Petri Korhonen  | 438 000        | 234 000        | 206 000        |
| Parnasso              | littérature     | 1951  | Ville Pernaa    |                |                |                |
| Seura                 | généraliste     | 1934  | Erkki Meriluoto | 542 000        | 357 000        | 281 000        |
| Suomen Kuvalehti      | société         | 1916  | Ville Pernaa    | 315 000        | 285 000        | 293 000        |
| Tekniikan Maailma     | technique       | 1953  | Reijo Ruokanen  | 616 000        | 280 000        | 253 000        |
| TM Rakennusmaailma    | construction    |       | Reijo Ruokanen  | 173 000        | 148 000        | 160 000        |
| TV-maailma            | télévision      |       | Erkki Meriluoto |                |                |                |
| Vauhdin Maailma       | sport           | 1965  | Reijo Ruokanen  | 132 000        | 94 000         | 80 000         |
| Vene                  | passe temps     | 1966  | Reijo Ruokanen  | 143 000        | 86 000         | 71 000         |
| Viva                  | Presse féminine | 2005  | Erkki Meriluoto | 105 000        | 103 000        | 82 000         |